# Куп Србије у рагбију 2020.
Куп Србије у рагбију 2020. је било 62. издање Купа наше државе у рагбију. Учествовала су четири српска аматерска рагби клуба. Трофеј су освојили рагбисти Рада, пошто су у финалу у неизвесној утакмици победили екипу "БРК Црвена звезда".  Радовце су до пехара предводили тренер Милан Растовац и искусни капитен Миладин Живанов који игра на позицији центра. Плаво-бели рагбисти са Бањице су тако освојили седми национални куп у њиховој клупској историји. Са друге стране, несрећни "Брковци" су тада у Старчеву претрпели шеснаести пораз у финалима националног рагби Купа.

## Организација
Организатор је био Рагби савез Србије.

## Учесници

#### Војводина
- Град, Држава: Нови Сад, Србија.
- Основан: 2001.
- Надимак: Овнови.
- Боје дреса: Црвена, бела и плава.
- Капитен: Горан Поробић
- Терен: ФК Железничар у Новом Саду.

#### Рад
- Град, Држава: Београд, Србија.
- Основан 1996. Некадашњи "Победник".
- Надимак: Грађевинари.
- Боје дреса: Плава и бела.
- Капитен: Миладин Живанов
- Тренер: Милан Растовац
- Терен: Стадион Краља Петра I Карађорђевића ослободиоца на Бањици.

#### Партизан
- Град, Држава: Београд, Србија.
- Основан: 1953.
- Надимак: Црно-бели, "Парни ваљак".
- Боје дреса: Црна и бела.
- Капитен: Ђорђе Прерадојевић
- Тренер: Драган Радловић
- Терен: Рагби терен на Ади Циганлији.

#### Црвена звезда
- Град, Држава: Београд, Србија.
- Основан: 1982. Некадашњи Краљевски београдски рагби клуб.
- Надимак: Брковци, "Звездаши".
- Боје дреса: Црвена и бела.
- Капитен: Александар Ђорђевић
- Тренер: Марко Вуковић
- Терен: Рагби терен на Ади Циганлији.

## Полуфинале
БРК Црвена звезда - Војводина 88:10
Поени за БРК ЦЗ:
- Есеји: Александар Мађановић 4 есеја, Марко Јаћимовић, Витор Љубичић 2 есеја, Предраг Кеглић, Александар Ђорђевић, Карл Расмунсен 2 есеја, Вукашин Виторовић, Иван Родић, .
- Претварања: Добривоје Лојаница 9 претварања.

Поени за Војводину:
- Есеји: Аљоша Маринковић, Петар Марковић.

Партизан - Рад 15-20
Поени за Партизан:
- Есеји: Ненад Матејић, Стефан Ђорђевић,
- Голови са пенала: Александар Андрић.
- Претварања: Александар Андрић.

Поени за Рад:
- Есеји: Лазар Татомир.
- Голови са пенала: Урош Бабић 4, Никола Станковић 1.

## Финале
| Рад | 15 – 12 | Црвена звезда |
| --- | ------- | ------------- |
|     |         |               |

| Победник Купа Србије у рагбију 2020. |
| ------------------------------------ |
| Рад 7. трофеј                        |

Састав Рада:
- Главни тренер - Милан Растовац

- Стартна постава

- 1. Леви стуб - Владимир Ђукић
- 2. Талонер - Милан Трујкић
- 3. Десни стуб - Предраг Вранеш
- 4. Леви скакач - Реља Пећанац
- 5. Десни скакач - Стеван Николић
- 6. Затворени крилни - Станислав Љубичић
- 7. Отворени крилни - Марко Ристић
- 8. Осмица - Ален Ћосовић
- 9. Скрам халф - Срђан Божић
- 10. Флај халф - Никола Станковић
- 11. Лево крило - Лазар Татомир
- 12. Први центар - Урош Јончић
- 13. Други центар - Миладин Живанов - Капитен
- 14. Десно крило - Енес Исаки
- 15. Фулбек - Урош Бабић

- Резерве

- 16. Војин Карановић
- 17. Дејан Флори
- 18. Владимир Радуловић
- 19. Марко Капор
- 20. Немања Стошић
- 21. Мирко Ранковић
- 22. Милан Растовац

Састав Звезде:
- Главни тренер - Марко Вуковић

- Стартна постава

- 1. Леви стуб - Урош Мартиновић
- 2. Талонер - Владимир Амбруш
- 3. Десни стуб - Иван Родић
- 4. Леви скакач - Вукашин Виторовић
- 5. Десни скакач - Страхиња Милошевић
- 6. Затворени крилни - Карл Расмунсен
- 7. Отворени крилни - Марко Јоксимовић
- 8. Осмица - Андрија Панић
- 9. Скрам халф - Добривоје Лојаница
- 10. Флај халф - Александар Ђорђевић - Капитен
- 11. Лево крило - Василије Васић
- 12. Први центар - Предраг Кеглић
- 13. Други центар - Александар Мађановић
- 14. Десно крило - Милош Зоговић
- 15. Фулбек - Витор Љубичић

- Резерве

- 16. Ненад Чанак
- 17. Миљан Николић
- 18. Михајло Марјановић
- 19. Невен Булатовић
- 20. Никола Адвигов
- 21. Игор Лучић
- 22. Владан Дабић
- 23. Брана Илић

Рад - Црвена звезда 15-12
Поени за Рад:
- Голови са пенала: Урош Бабић 5.

Поени за Црвену звезду:
- Есеји: Витор Љубичић, Александар Мађановић.
- Голови из претварања: Милош Зоговић.

## Индивидуална статистика рагбиста

### Највише постигнутих поена
- Урош Бабић (Рад) 27 поена
- Александар Мађановић (Црвена звезда) 25 поена

### Највише постигнутих есеја
- Александар Мађановић (Црвена звезда) 5 есеја
- Витор Љубичић (Црвена звезда) 3 есеја

## Видео снимци
Снимак финала Рад - Црвена звезда 
Ragbi klub Partizan - Ragbi klub Crvena Zvezda - YouTube